# Johanna Jellici
Johanna Jellici (* 1966) ist eine deutsche Sängerin, Komponistin, Installationskünstlerin und Gesangspädagogin. Seit 2001 lebt sie in Zürich.

## Leben und Wirken
Jellici wuchs in Brüssel, Berlin und Barcelona auf. Sie studierte Germanistik und Linguistik an der Universität Tübingen. Es folgten mehrjährige Studien- und Arbeitsaufenthalte in Tokio und San Francisco; dann studierte sie an der Hochschule für Musik und Theater Felix Mendelssohn Bartholdy Leipzig  Gesang, elektroakustische Komposition und Musikpädagogik. Weiterhin ließ sie sich zum Coach für die Complete Vocal Technique am Complete Vocal Institute in Kopenhagen ausbilden.
Jellicis Arbeiten umfassen Klanginstallationen, elektronische Live-Performances und Kompositionen, die in Museen, Ausstellungen und auf internationalen Festivals präsentiert wurden. 2005 erhielt sie den Elektronikpreis des Musikforums Viktring für ihre elektroakustische Komposition „Tertium Datur“ für 8-Kanal-Tonband, Cello und Elektronik.
Als Sängerin arbeitete Jellici mit der hr-Bigband, mit Nina Hagen, der Leipzig Bigband im Gewandhaus Leipzig und dem Ensemble Courage bei den Dresdner Tagen für Neue Musik unter Leitung von Titus Engel. Als Vokalistin interpretierte sie Werke von Eckhard Rödger, Gerhard Stäbler und Thomas Christoph Heyde und arbeitete mit der Basel Sinfonietta. Gemeinsam mit Jochen Baldes entstanden die Alben Invisible Door (2015) und The Journey (2018). Mit der Formation Jellici Baldes Spacetracker tourte sie auch international.
Jellici lehrte zudem als Dozentin in Wien (2004/05) und Basel (2007–2022), unter anderem als Teil des Leitungsteams des Jazzcampus an der Hochschule für Musik Basel FHNW. Seit 2022 leitet sie als Professorin das Profil Jazz und Pop an der Zürcher Hochschule der Künste.